# Saidi arapski
Gornjoegipatski arapski (Sa’idi arapski, Saidi Arapski; ISO 639-3: aec), jedan od arapskih jezika kojim govori 19 000 000 ljudi (2006) od južno od Kaira na jug do sudanske granice, u Egiptu. Razlikuju se dva dijalekta, to su srednjoegipatski arapski i gornjoegipatski arapski.

## Vanjske poveznice
- Ethnologue (14th)
- Ethnologue (15th)